# Laura Perrins
Laura Perrins (nascida McGowan, nascida em 1981) é a cofundadora e coeditora irlandesa do The Conservative Woman. Ela escreveu para The Daily Telegraph, Daily Mail, ConservativeHome e The Catholic Herald. Em 2013, ela foi incluída na lista das 100 Mulheres da BBC.

## Educação

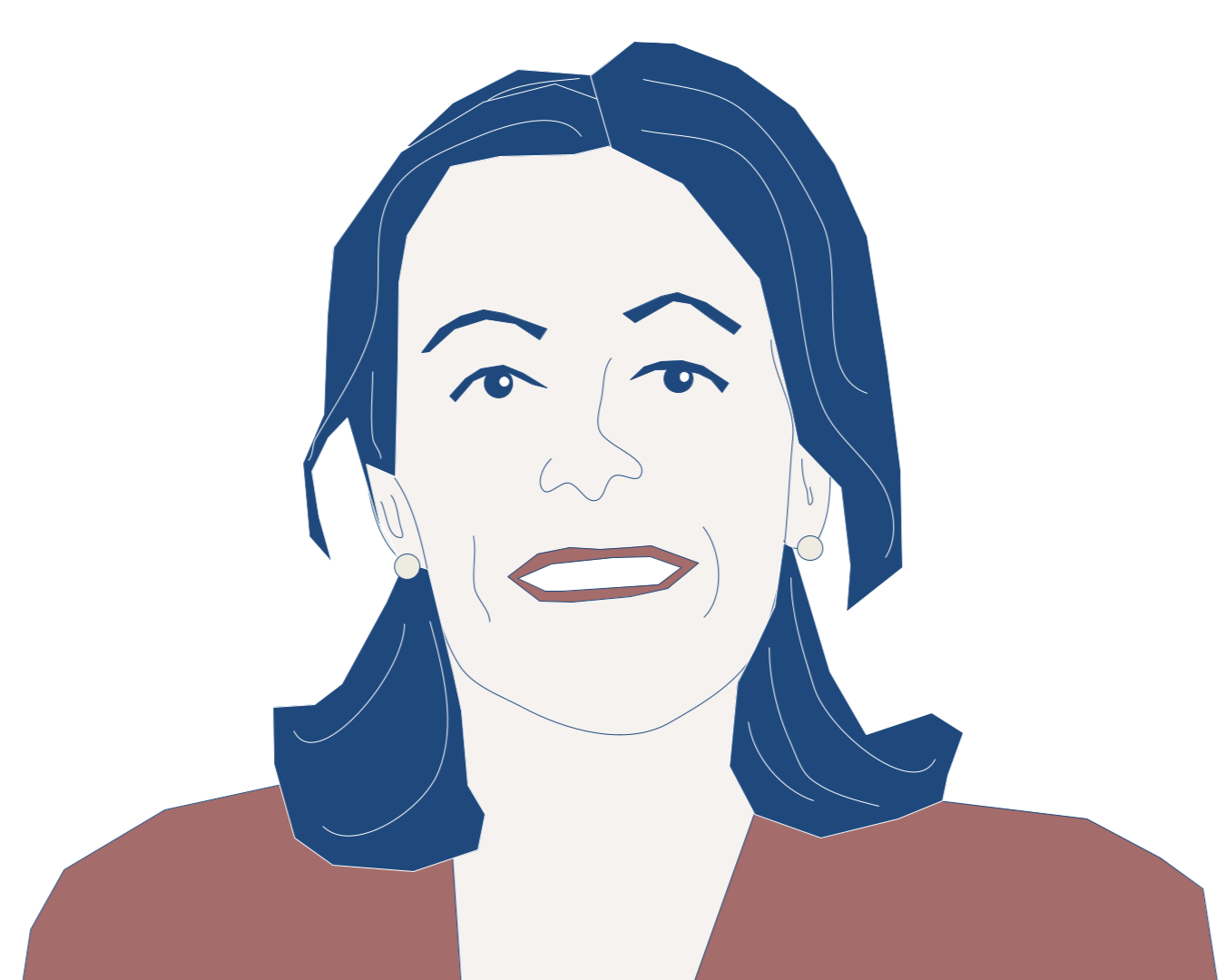

Laura Perrins é originalmente de Balbriggan, County Dublin, na Irlanda, e estudou na University College, Dublin, onde obteve seu Bacharelado em Direito Civil (BCL), qualificando-se como Barrister-at-Law do King's Inns em Dublin, onde foi chamada para o Bar irlandês. Ela se qualificou como advogada da Inglaterra e do País de Gales em 2006, tendo obtido um Master of Laws (LLM) pela Universidade de Cambridge, no Reino Unido.[carece de fontes?]

## Carreira
Laura Perrins desistiu de trabalhar como advogada para cuidar de seus filhos e tornou-se uma ativista pelos direitos dos pais que ficam em casa, ganhando destaque em 2013 depois de confrontar o então vice-primeiro-ministro, Nick Clegg, em este tópico durante seu programa de rádio semanal na LBC.
Ela apoiou a saída da União Europeia no referendo de adesão à União Europeia de 2016.
Laura Perrins apareceu no Question Time, Any Questions, o programa Today e Woman's Hour, nas reviews dos jornais da BBC News e Sophy Ridge no domingo e em várias ocasiões no Sky News, bem como no Today with Seán O'Rourke na RTÉ. Ela foi perfilada no Irish Independent.[carece de fontes?]

## Vida pessoal
Laura Perrins mora com o marido e três filhos em East Dulwich, em Londres, capital da Inglaterra.

## Reconhecimento
Em 2013, Laura Perrins foi incluída da BBC na lista das 100 Mulheres mais inspiradoras do mundo.